# Roaring Springs (Texas)
Roaring Springs es un pueblo ubicado en el condado de Motley, Texas, Estados Unidos. Según el censo de 2020, tiene una población de 217 habitantes.

## Geografía
La localidad está ubicada en las coordenadas 33°53′57″N 100°51′22″O / 33.89917, -100.85611. Según la Oficina del Censo de los Estados Unidos, Roaring Springs tiene una superficie total de 2.75 km², de la cual 2.75 km² corresponden a tierra firme y (0%) 0 km² es agua.

## Demografía
Según el censo de 2020, hay 217 personas residiendo en Roaring Springs. La densidad de población es de 78.91 hab./km². El 89.9% son blancos, el 2.3% son de otras razas y el 7.8% son de dos o más razas. Del total de la población, el 6,9% son hispanos o latinos de cualquier raza.